# Шурц, Карл
Карл Кристиан Шурц (англ. Carl Christian Schurz; 2 марта 1829 — 14 мая 1906) — германский и американский политический деятель, участник Гражданской войны в США, 13-й министр внутренних дел США.

## Ранние годы
Карл Шурц родился в 1829 году, в Либларе, Королевство Пруссия, в семье школьного учителя. Окончив Иезуитскую гимназию в Кёльне, Шурц поступил в Боннский университет. В Бонне он подружился с Готфридом Кинкелем, одним из профессоров университета.
Когда по Европе в 1848 году прокатилась волна революций, Шурц был одним из активных участников этих событий. После подавления революционных выступлений в Пруссии, он был вынужден бежать в Цюрих. Однако в 1850 году Шурц тайно под ложным именем вернулся на родину, чтобы помочь бежать своему другу Кинкелю, приговорённому к пожизненному заключению, из тюрьмы в Шпандау. Затем он отправился сначала в Париж, где занимался журналистикой и был профессором, а затем в Лондон. В июле 1852 года он эмигрировал в США.

## Жизнь в США
Переехав в Америку, Шурц поселился в Филадельфии. В 1855 году он переехал на Запад, в город Уотертаун, штат Висконсин. Там он стал одним из видных деятелей Республиканской партии. Во время борьбы между Авраамом Линкольном и Стивеном Дугласом за пост сенатора от штата Иллинойс, он активно поддерживал первого. Шурц распространял записи выступлений Линкольна среди американцев немецкого происхождения.
Немцы Висконсина в 1859 году безуспешно пытались провести кандидатуру Шурца на пост губернатора. На съезде Республиканской партии в 1860 году Шурц был в составе делегации от Висконсина и входил в комиссию, предложившую собранию кандидатуру Авраама Линкольна.

## Гражданская война
В 1861 году, избранный президентом США, Линкольн, несмотря на возражения Уильяма Сьюарда, назначил Карла Шурца послом в Испании. Через год Шурц вернулся в Америку и записался добровольцем в армию северян. В звании бригадного генерала он возглавил дивизию в корпусе Франца Зигеля, с которой принял участие во Втором сражении при Булл-Ран. В этом сражении дивизия Шурца фактически атаковала левый фланг противника, позиции генерала Эмброуза Хилла. В том сражении дивизия Шурца состояла из двух бригад: Шиммельфенига и Кржижановски.
14 марта 1863 года он был назначен генерал-майором добровольцев во главе дивизии в составе XI корпуса генерала Оливера Ховарда. В составе корпуса Ховарда он принял участие в сражении при Чанселорсвилле и попал под фланговый удар Томаса Джексона. Первой была разбита стоящая рядом дивизия Дивенса, после чего южане атаковали Шурца: бригаду Кржижановски на правом фланге и бригаду Шиммельфенига на левом. Федеральная дивизия Шурца, численностью около 5000 человек, успела подготовиться к бою. Она оказала серьёзное организованное сопротивление, поддержанное артиллерией Джилджера. Тогда генерал Стюарт выдвинул вперёд шесть орудий, и при их поддержке южане атаковали повторно. Дивизия Шурца отбила атаку с фронта и правого фланга, но её левый фланг был опрокинут бригадой Долса, и вскоре вся дивизия была обращена в бегство.
1 июля 1863 года дивизия Шурца вышла из лагеря под Эммитсбергом и днем пришла в Геттисберг, где Ховард принял командование I-м и XI-м корпусами, а Шурц стал временно командиром всего корпуса, передав генералу Шиммельфенигу командование дивизией. В битве при Геттисберге две его дивизии (ок. 6000 чел.) занимала позиции севернее Геттисберга. Конфедеративные бригады Гордона и Долса обратили в бегство две бригады генерала Бэрлоу, затем бригаду Кржижановски, после чего и последняя бригада, фон Амсберга, стала отступать. Отход дивизий Бэрлоу и Шурца привёл к общему отступлению федеральной армии. Генерал Уодсворт написал в рапорте: «Примерно в 14:30 генерал-майор Шурц, который наступал правее нас, отошел после небольшого боя с противником, и оставил наш правый фланг открытым». 2 июля дивизия не принимала участия в боевых действиях, а 3 июля оказалась на крайнем правом фланге обороны во время атаки Пикетта.
Шурц принимал участие так же в битве при Чаттануге. Позже он был переведён в Нашвилл и участия в активных боевых действиях не принимал. После окончания Гражданской войны Шурц вышел в отставку.

## Послевоенная деятельность
Летом 1865 года президент Эндрю Джонсон направил Шурца с инспекцией в штаты Юга. Карл Шурц составил доклад, в котором высказал предложения по возвращению южных штатов в Союз, но его отчёт был проигнорирован президентом.
В 1866 году Шурц переехал в Детройт, где стал главным редактором Detroit Post. Через год он перебрался в Сент-Луис и основал немецкоязычную газету Westliche Post. Зимой того же года Шурц посетил Пруссию, где взял интервью у Отто фон Бисмарка.

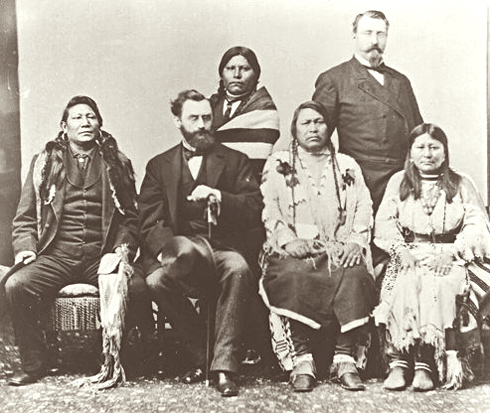
Делегация индейцев ютов в Вашингтоне. Сидят слева направо: вождь Игнатио, Карл Шурц, вождь Урай и его жена Чипета

В 1869 году он был избран в сенат Соединённых Штатов, став там первым американцем немецкого происхождения, избранным в законодательный орган страны. Активная поддержка Шурцем в прессе и его агитация среди немецких иммигрантов в пользу Хораса Грили на выборах 1872 года вызвала энергичные нападки на них обоих художника-карикатуриста Томаса Наста, оставившего большое количество как остроумных, так и довольно злых шаржей на политиков. На посту сенатора Шурц оставался мишенью пера Наста, изображавшего его, как правило, в неблагоприятном образе — даже произносящим речь в гробу. На президентских выборах в 1876 году Шурц поддержал Ратерфорда Хейса, за что получил должность министра внутренних дел США. Во время пребывания в должности министра внутренних дел он отстоял Бюро по делам индейцев, которое, при активном содействии Уильяма Шермана и его заместителя на посту начальника штаба Филипа Шеридана, сторонником безжалостной борьбы с индейцами, планировалось передать военному департаменту. Также он начал судебное преследование самовольных захватчиков земли, боролся с коррупцией в Бюро по делам индейцев, уволив несколько чиновников, содействовал основанию школ для индейцев. Несмотря на прогрессивные меры по защите и улучшению быта коренного населения Соединенных Штатов, шаги Шурца на этом поприще негативно воспринимались частью американской общественности, видевших в индейцах угрозу безопасности фермерам-переселенцам и ненужных конкурентов во владении землей.
Хотя на новых выборах победили республиканцы, со сменой президента в 1881 году Карл Шурц вышел в отставку с должности министра внутренних дел и поселился в Нью-Йорке. Он продолжил активную деятельность — был членом совета директоров Гамбургской Американской пароходной компании и членом Антиимпериалистической лиги США. Его супруга, Маргарет Мейер, сыграла важную роль в создании американской системы дошкольного образования. В последние годы жизни Шурц был одним из самых известных независимых политиков США.
Карл Шурц скончался 14 мая 1906 года в Нью-Йорке и был похоронен на кладбище Сонная лощина.